# Polona
Polona — польська електронна бібліотека, що забезпечує доступ до оцифрованих книг, журналів, графіків, карт, нот та рукописів з фондів Національної бібліотеки Польщі та установ, що з нею співпрацюють.

## Історія
Бібліотека була започаткована наказом № 46/2006 директора Національної бібліотеки від 28 липня 2006 року. 9 жовтня того ж року Polona стала доступною на сайтах polona.pl та bn.org.pl. 6 грудня було запущено оновлену версію, де з'явилися додаткові функції та змінилося графічне оформлення.
20 червня 2013 року була запущена Polona 2.0
2 жовтня 2017 року була запущена нова версія Polona під назвою Polona / 2miliony (робоча назва — Polona 3.0).
Остаточний варіант назви пов'язаний з обсягом фонду на той момент — 2 мільйони одиниць..
У новій версії стало доступно кілька нових функцій, перш за все розширений пошук..
У січні 2017 року фонди Polona збільшилися завдяки реалізації проекту «Patrimonium» — оцифрування та розповсюдження польської національної спадщини з фондів Національної бібліотеки та Бібліотека Ягеллонського університету Бібліотеки Ягеллонського університету. У липні 2020 року був запущений проект "Patrimonium" - пам'ятники літератури, що є продовженням проекту "Patrimonium". До червня 2022 року в рамках цього проекту планується оцифрувати 140 тисяч документів, у тому числі понад 20 000 старовинних гравюр, 4 тисячі карток і 2,5 тисячі рукописів..

## Фонд
Станом на 12 жовтня 2017 року фонд бібліотеки налічував 2 016 037 документів, 863 400 з яких передбачали відкритий доступ або доступ за ліцензіями.
Щоденно фонд бібліотеки поповнюється приблизно 2000 одиниць..